# David Morgan
Pour les articles homonymes, voir Morgan.
David Morgan est un nageur australien né le 1er janvier 1994 à Cardiff. Il remporte la médaille de bronze du relais 4 × 100 m 4 nages aux Jeux olympiques d'été de 2016 à Rio de Janeiro avec Mitch Larkin, Jake Packard et Kyle Chalmers.

## Palmarès

### Championnats du monde

#### Grand bassin
- Championnats du monde 2015 à Kazan :
  -  Médaille d'argent du relais 4 × 100 m quatre nages (participe uniquement aux séries).